# Lijst van rijksmonumenten in Bloemendaal (gemeente)
De gemeente Bloemendaal telt 262 inschrijvingen in het rijksmonumentenregister. Hieronder een overzicht. 

## Aerdenhout
De plaats Aerdenhout telt 4 inschrijvingen in het rijksmonumentenregister.
| Object                      | Oorspronkelijke functie? | Bouwjaar  | Architect              | Locatie                     | Coördinaten?                  | Nr.?   | Afbeelding        |
| --------------------------- | ------------------------ | --------- | ---------------------- | --------------------------- | ----------------------------- | ------ | ----------------- |
| Landhuis "De Kroft"         | Woonhuis                 | 1917-1918 | Anthonie Pieter Smits  | Burgemeester den Texlaan 15 | 52° 22' 11" NB, 4° 36' 5" OL  | 511146 | Meer afbeeldingen |
| Dienstwoning "Koningshof"   | Dienstwoning             | 1900      |                        | Westerduinweg 7             | 52° 22' 13" NB, 4° 34' 47" OL | 511089 | Upload foto       |
| Adventkerk                  | Kerk en kerkonderdeel    | 1958      | Karel Lodewijk Sijmons | Leeuwerikenlaan 7           | 52° 21' 36" NB, 4° 35' 9" OL  | 530839 | Meer afbeeldingen |
| Villa Looyen ("Dreverloo"?) | Woonhuis                 | 1949-1950 | B. Bijvoet en G. Holt  | Zwarteweg 5                 | 52° 21' 58" NB, 4° 35' 20" OL | 530984 | Upload foto       |

## Bennebroek
De plaats Bennebroek telt 6 inschrijvingen in het rijksmonumentenregister.
| Object                                                          | Oorspronkelijke functie? | Bouwjaar | Architect | Locatie                        | Coördinaten?                  | Nr.?   | Afbeelding        |
| --------------------------------------------------------------- | ------------------------ | -------- | --------- | ------------------------------ | ----------------------------- | ------ | ----------------- |
| Blok bejaardenwoningen                                          | Woonhuis                 | 1900     |           | Van Verschuer Brantslaan 1     | 52° 19' 31" NB, 4° 36' 6" OL  | 495595 | Meer afbeeldingen |
| Schuur aan de noordoostzijde van het complex                    | Opslag                   | 1900     |           | Van Verschuer Brantslaan bij 1 | 52° 19' 31" NB, 4° 36' 6" OL  | 495601 | Meer afbeeldingen |
| Gedenknaald Brants-Hartsen                                      | Gedenkteken              | 1835     |           | Van Verschuer Brantslaan bij 1 | 52° 19' 31" NB, 4° 36' 6" OL  | 495607 | Meer afbeeldingen |
| Nederlands Hervormde Kerk                                       | Kerk en kerkonderdeel    | 1680     |           | Binnenweg 67                   | 52° 19' 22" NB, 4° 36' 6" OL  | 8950   | Meer afbeeldingen |
| Gedenknaald koningin Wilhelmina                                 | Gebouw                   | 1916     |           | Binnenweg 6                    | 52° 19' 20" NB, 4° 36' 17" OL | 8951   | Meer afbeeldingen |
| Hartenkamp: twee gemetselde poortjes bij buitenplaats Hartekamp | Tuin, park en plantsoen  |          |           | Rijksstraatweg bij 4           | 52° 19' 35" NB, 4° 35' 48" OL | 529964 | Meer afbeeldingen |

## Bentveld
De plaats Bentveld heeft geen inschrijvingen in het rijksmonumentenregister.

## Bloemendaal
De plaats Bloemendaal telt 121 inschrijvingen in het rijksmonumentenregister. Zie Lijst van rijksmonumenten in Bloemendaal (plaats) voor een overzicht.

## Overveen
De plaats Overveen telt 92 inschrijvingen in het rijksmonumentenregister. Zie Lijst van rijksmonumenten in Overveen voor een overzicht.

## Vogelenzang
De plaats Vogelenzang telt 42 inschrijvingen in het rijksmonumentenregister. Zie Lijst van rijksmonumenten in Vogelenzang voor een overzicht.
Aalsmeer ·
Alkmaar ·
Amstelveen ·
Amsterdam ·
Bergen ·
Beverwijk ·
Blaricum ·
Bloemendaal ·
Castricum ·
Den Helder ·
Diemen ·
Dijk en Waard ·
Drechterland ·
Edam-Volendam ·
Enkhuizen ·
Gooise Meren ·
Haarlem ·
Haarlemmermeer ·
Heemskerk ·
Heemstede ·
Heiloo ·
Hilversum ·
Hollands Kroon ·
Hoorn ·
Huizen ·
Koggenland ·
Landsmeer ·
Laren ·
Medemblik ·
Oostzaan ·
Opmeer ·
Ouder-Amstel ·
Purmerend ·
Schagen ·
Stede Broec ·
Texel ·
Uitgeest ·
Uithoorn ·
Velsen ·
Waterland ·
Wijdemeren ·
Wormerland ·
Zaanstad ·
Zandvoort